# Grandrû
Grandrû ist eine französische Gemeinde mit 367 Einwohnern (Stand: 1. Januar 2022) im Département Oise in der Region Hauts-de-France. Sie gehört zum Kanton Noyon und zum Gemeindeverband Pays Noyonnais. 

## Geografie
Grandrû liegt im Pays Noyonnais etwa 41 Kilometer nordöstlich von Compiègne. Umgeben wird Grandrû von den Nachbargemeinden Quesmy und Maucourt im Norden, Caillouël-Crépigny im Osten, Mondescourt im Osten und Südosten, Babœuf im Süden, Béhéricourt im Westen und Südwesten sowie Crisolles im Westen und Nordwesten.

## Bevölkerungsentwicklung
| Jahr                      | 1962 | 1968 | 1975 | 1982 | 1990 | 1999 | 2006 | 2013 |
| ------------------------- | ---- | ---- | ---- | ---- | ---- | ---- | ---- | ---- |
| Einwohner                 | 263  | 201  | 200  | 208  | 269  | 252  | 272  | 321  |
| Quelle: Cassini und INSEE |      |      |      |      |      |      |      |      |

## Sehenswürdigkeiten
- Kirche Saint-Médard (siehe auch: Liste der Monuments historiques in Grandrû)